# أنجيلو كورسي
أنجيلو كورسي (بالإيطالية: Angelo Corsi)‏ (18 مايو 1989 في إيطاليا - ) هو لاعب كرة قدم إيطالي في مركز الوسط. لعب مع نادي بيسكارا ونادي سبال وSS Monopoli 1966 ‏ ويو أس بركوليتزه 1932.